# Окленд (остров)
Окленд (англ. Auckland Island) — необитаемый остров в юго-западной части Тихого океана. Главный остров одноимённого архипелага. Является территорией Новой Зеландии.

## География

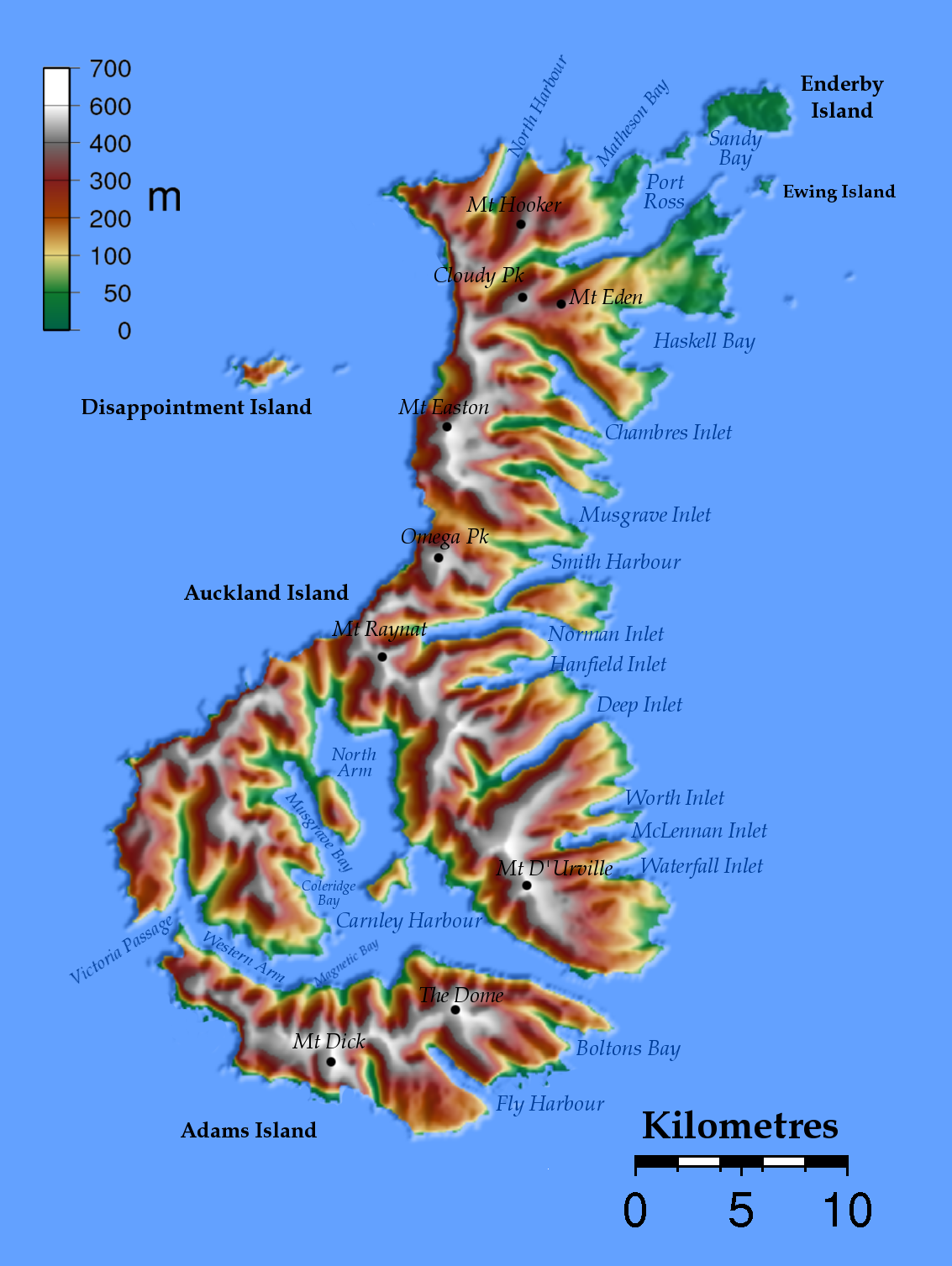
Карта острова

Находится к югу от Южного острова Новой Зеландии. Площадь острова — 510 км². Длина — около 42 км. Южная оконечность острова расширяется до 26 километров. Гористый остров, берега сильно изрезаны. На восточном побережье многочисленны фьорды и заливы. Находящийся в юго-западной части острова мыс Ловитт является самой западной точкой суши, принадлежащей Новой Зеландии.